# Lossény Doumbia
Lossény Doumbia (5 aprile 1992) è un calciatore nigerino, portiere del Motema Pembe e della nazionale nigerina.

## Carriera

### Club
Ha giocato nella prima divisione congolese ed in quella sudafricana.

### Nazionale
Nel 2011 ha esordito in nazionale; nel 2012 è stato convocato per la Coppa d'Africa.